# 胶囊内镜

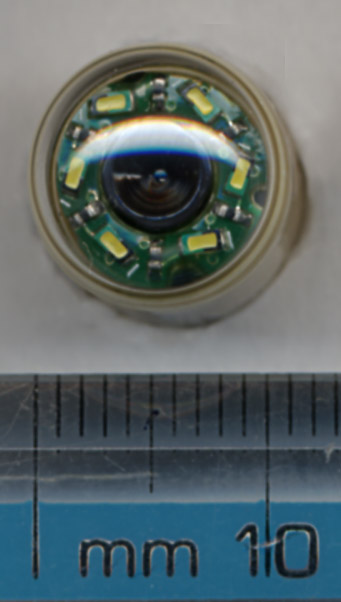
内窥镜胶囊末端，显示六个LED和相机镜头。

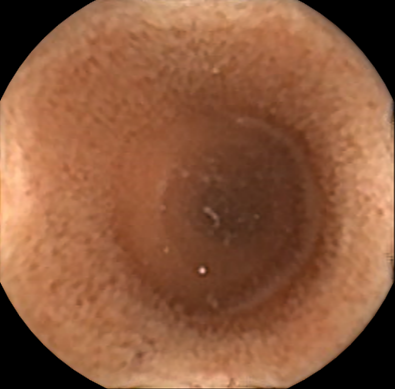
胶囊内窥镜检查获得的肠道图像

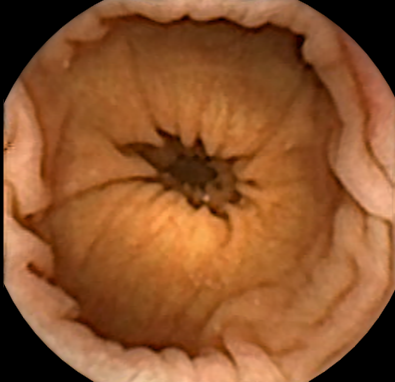
胶囊内窥镜检查获得的结肠图像

胶囊内窥镜检查是一种用于记录胃肠道内部图像以用于医学诊断的程序。较新的进展还能够对整个胃肠道的特定位置进行活组织检查并释放药物 。胶囊的形状与标准药物胶囊相似，但稍大一些，并包含一个微型相机和一个由电池供电的LED阵列。患者吞下胶囊后，胶囊会沿胃肠道通过，每秒拍摄大量图像，这些图像以无线方式传输到与患者携带的便携式记录设备相连的一系列接收器。胶囊内窥镜检查的主要用途是检查其他类型的内窥镜检查（例如结肠镜检查或食管胃十二指肠镜检查）无法看到的小肠区域。 

## 医疗用途
食管胃十二指肠镜检查（EGD）使用连接在一根可挠式长管上的摄像头来观察胃肠道的上部，即食道，胃和小肠第一部分的开始（称为十二指肠） ，并插入结肠镜通过直肠，可以看到小肠的结肠和远端，回肠末端；但是，这两种类型（上消化道与下消化道）的内窥镜检查不能使小肠中部的大部分可视化。因为小肠约6米长，许多小肠疾病也很难用肠道摄像、电脑断层等查知，且约5%的消化道出血无法找到出血点，此时可用胶囊内窥镜尝试诊断。
胶囊内窥镜用于检查胃肠道中其他类型的内窥镜无法看到的部分。当怀疑在小肠中有疾病时，它很有用，有时可用于查找胃肠道出血的位置或无法解释的腹痛的原因，例如克罗恩病。但是，与EGD或结肠镜检查不同，它不能用于治疗可能发现的病理。使用胶囊内窥镜检查的常见原因包括诊断原因不明的出血，铁缺乏或腹痛，寻找息肉，溃疡和小肠肿瘤以及诊断为炎症性肠病。 在会诊期间，使用适当频率的任何一个频段将微型摄像机收集的图像无线传输到患者佩戴的外部接收器。然后将收集的图像传输到计算机进行显示，查看和诊断。 发射的射频信号可用于准确估计胶囊的位置，并在体内和胃肠道中实时跟踪它。 对于肝硬化患者，胶囊内窥镜检查是否可以代替胃镜检查还不清楚。 
截至2014年，研究针对的是其他传感机制以及定位和运动控制系统，以实现该技术的新应用，例如药物输送。 无线能量传输也正在研究中，以作为为胶囊提供连续能源的一种方式。

## 程序
通常要进行肠准备，这可以提高测试的诊断率和小肠可视化的质量。 

## 制造商
截至2015年，已有许多制造商。该技术最初是由加比·伊丹和保罗·斯温开发的，第一剂药于1997年被吞下。伊丹创立了给定成像，并于2001年获得美国食品药品监督管理局批准。

## 副作用
胶囊内窥镜检查被认为是确定胃肠道出血未知原因的一种非常安全的方法。胶囊通常在24－48小时内随粪便排出体外。尽管患者无症状，但有报道称胶囊滞留体内了将近四年半。但是，腹腔X射线可以定位肠胃镜或手术切除的装置，可以抵消肠梗阻的风险。 

### 滞留的风险
在对22,840例病例的回顾中，胶囊滞留了1.4％的时间，克罗恩氏病是常见原因。大多数手术切除。胶囊滞留率因手术适应症而异，已知克罗恩病的发生率最高（5－13％），其次是消化道出血（1.5％），可疑克罗恩病（1.4％）和健康志愿者（0％）。 滞留胶囊的危险因素包括克罗恩氏病，使用非甾体抗炎药和腹部放射。

## 禁忌症
- 绝对禁忌症：急性肠阻塞、慢性肠道狭窄、溃疡导致胃肠变形。
- 相对禁忌症：受检者体内有植入式电子装置（如心脏节律器）、不能配合的儿童或成人、张嘴或吞咽困难的其他疾病患者、心脏肥大或腹水、孕妇等胸腹腔器官压迫腸胃道者。